# إيموزار كندر

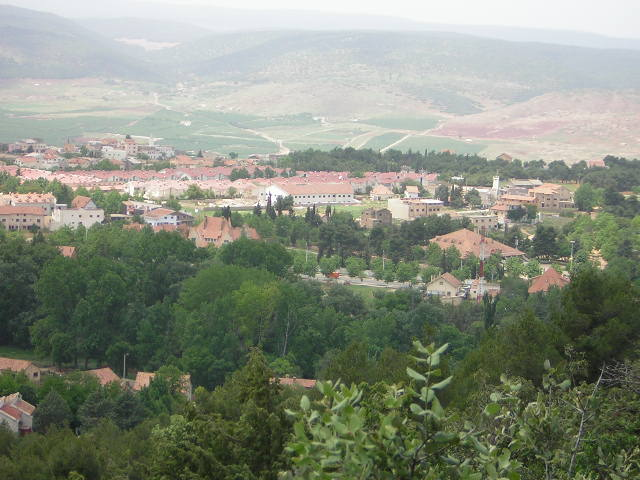
صورة عامة لمدينة إيموزار كندر من على جبل مجاور

ايموزار كندر هي مدينة مغربية في إقليم صفرو بجهة مكناس فاس، تقع على الطريق الوطنية رقم 8 بين فاس وإفران، على علو يصل إلى 1345 متر عن سطح البحر، ومعظم سكانها من المنتمين إلى قبيلة أيت سغروشن الذين ينتسبون للقبائل الأمازيغية بمنطقة الأطلس المتوسط.
وتبعد عن مدينة إفران بـ 25 كلم، وعن مدينة صفرو بـ 30 كلم، وعن مدينة فاس 35 بـ كلم، وتضم 19125 نسمة، حسب الإحصاء العام للسكان والسكنى لسنة 2014.

## المناخ والموارد المائية
تتميز إيموزار كندر بتساقطات مهمة، ويشكل واد عين السلطان أهم مجرى مائي بالمنطقة، وذلك راجع للموقع الاستراتيجي المحاط بكتلة جبلية، ينعدم فيها استغلال الفرشة المائية الباطنية.
وتعد عين السلطان من أهم العيون التي توجد بالمدار الحضري لمدينة إيموزار كندر. إذ تضم أقوى صبيب في المنطقة، حيث تنبع منها مياه، يخصص جزء منها لتزويد الساكنة المحلية بالماء الصالح للشرب، وجزء آخر مخصص لفائدة شركة الكرامة التي تعمل على تعبئة قنينات ماء المائدة عين السلطان، كما يتم تخصيص جزء آخر للضيعات الفلاحية المجاورة.

## التعليم
قائمة المؤسسات التعليمية في إيموزار كندر:

### التعليم الابتدائي
- مدرسة ابن رشد
- مدرسة الكدية
- مدرسة الفارابي
- مدرسة المختار السوسي
- مدرسة الحنصالي

### التعليم الإعدادي
- إعدادية الشريف الادريسي

### التعليم الثانوي
- ثانوية محمد السادس

## الأمن
في 5 نونبر 2020، تم تدشين مفوضية للشرطة بإيموزار كندر، لتقريب خدمات الأمن من المواطنين.

## الصحة
من خلال تفحيص بسيط للمنظومة الصحية في إيموزار كندر قد نلاحظ أن الخدمات الصحية أصبحت تمثل نموذجا متميزا على المستوى الإقليمي والحديث عن جودة الخدمات ليس إثراءا بعيد عن الواقعية بل الأمر قد يصبح ذا أهمية قيمية في سياق مهني محض حيث حصل المركز الصحي للمدينة على شهادة وطنية تشيد بنوعية الخدمات التي يقدمها المركز ، بالإضافة إلى أن سؤال الأدوية المجانية لن يعد قائما على الإطلاق، حيث أن المركز الصحي أصبح يضع قائمة الأدوية المتوفرة رهن إشارة المواطن ويتم الإعلان وإشهارها في سبورة المستشفى وقد يحصل المواطن على الأدوية المتوفرة بدون تدخل من جهة ما أو باعتماد أسلوب الزبونية والمحسوبية وقد سجلنا هذه الملاحظة غير ما مرة وباعتراف المواطن نفسه في هذا الشأن، وهي إشارة قوية تؤكد على توفر شروط النزاهة والشفافية فيما يتعلق على الأقل بهذا الشق من المنظومة العامة للمركزو التي يجب أن تعزز من خلال أهمية وجود مستشفى قادر على استيعاب الدائرة الصحية التي أصبحت تشكل عبئا على الطاقم الطبي بأكمله الذي يبذل ومازال مجهودات إضافية قد لا تعطي النتائج المتوخاة.

## الرياضة
نظرا لموقعها الجغرافي الذي يتميز بالغابات و علوها بأكثر من 1300 متر على سطح البحر، تعتبر رياضة العاب القوى الرياضة الاولى في المنطقة، بالاضافة الى باقي الرياضات الاخرى مثل كرة القدم و كمال الاجسام و غيرهما...

## السياحة في المنطقة

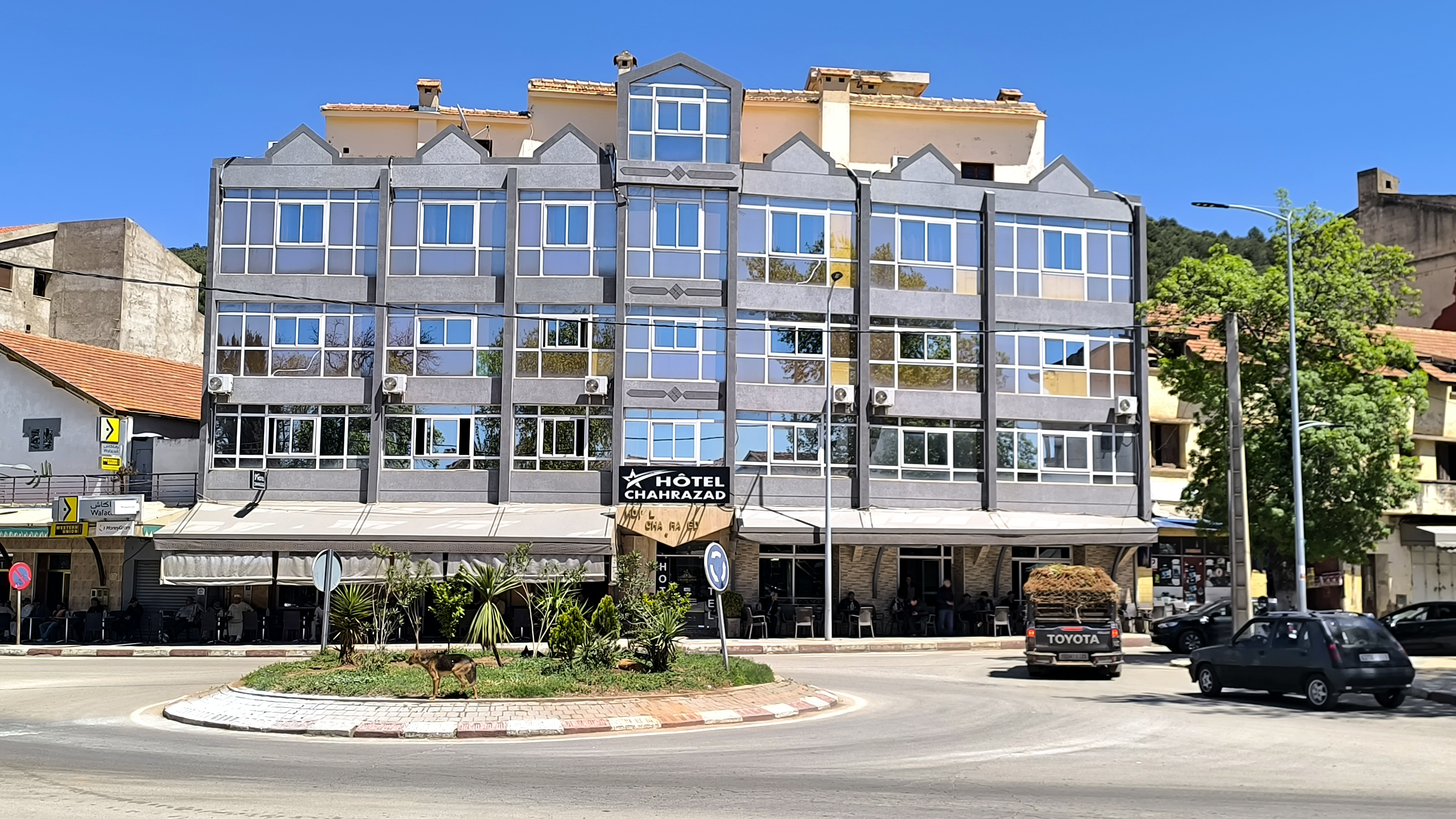
فندق شهرزاد يوجد في وسط مدينة إيموزار كندر

إيموزار كندر، أو مدينة التفاح كما يحلو للكثيرين تسميتها .عرفت منذ تأسيسها في 1912كمنتجع سياحي.تتميز بمناخها البارد  شتاءا والمعتدل صيفا .مما يطبعها بطبائع فصول السنة وتحولاتها .لكن الهدوء ميسمها .يقصدها الزوار ليغنموا من  هدوئها وروعة طبيعتها.لموقعها الاستراتجي ،حيث كانت محطة اهتمام عبر التاريخ،فقد شيد بالقرب منها السلطان مولاي إسماعيل سنة1690قصبة عسكرية  تسمى القصبة لدورها التحصيني والدفاعي وتعزيز سلطته.
تزخر المدينة  بمياه عيونها  الباردة .المتدفقة من ينابع الصخور  وتجاويفها ،نذكر منها فضلا عن عين السلطان ،هناك عين الشفا ء وعين الركادة  وعين الغرس وعين اجراح وعين ابواع  وعين سيدي ميمون وغيرها، ومغارات  كمغارة طاروتي، وكاف عيسى، ومغارة الركادة ،وخندق الزواش.
وتعتبر عين السلطان إحدى اهمم الوجهات السياحية وسط المدينة ،بعيونها التي تجمع شمل عشاق الطبيعة  للاستمتاع   بمجاري الماء المحاط  بالأشجار الغضة التي يستظل تحت ورافها الزوار  للظفر  بأمتع الأوقات. وعلى جنباتها تتوافد الأسر لقضاء وقت الراحة، وبعفوية اناس المنطقة تجد  ما لذ وطاب من ماكولات تعرض للبيع خاصة الطاجين ،او بعض المعروضات من المنتوجات المحلية  من الصناعة النباتية أو منسوجات الصناعة التقليدية
ومن منتزهاتها منتزه علاويشو ومنتزه عين بروش ومنتزه بطيخة  ومنتزه جبل عابد ومنتزه الغابة  ومنتزه  ضاية عوا  . وعين الشفا . وغيرها مما يجعل الحاجة ماسة نهوض  ببوضع السياحة الجبلية بالمنطقة .
فليس ببعيد عنها ،وعلى بعد سبع كلم ،تجد ضاية عوا  في شكل بحيرة مائية  تحيط بها الأشجار من كل جانب  والتي تشكل مجالا للاستجمام  ومركزا للترفيه.بنظمها البيئية التي تؤشر عليها غاباتها وينابيعها.وتعد ضاية عوا  واحدة  من بحيرات كثيرة بالمنطقة منها  “ايفر”و”افنونير ” و”ايفراح”و “حشلاف” التي تبعد ب 20كلم  عن ايموزار.
ومن ميزة مدينة ايموزار كندر انها قريبة من افران ،مما تجعل الزائر لكلتا المدينتين يستفيد من مؤهلات الأخرى،وبما تنعم به  من  سياحة جبلية تغطي مساحة واسعة  متعددة الأرجاء تمتد إلى مدن قريبة  من ايموزار أيضا ، كصفرو  وفاس ومنطقة بولمان بشلالاتها. الأمر الذي  يتطلب  رسم مدار سياحي مجالي للمنطقة  والدفع بتقوية لبنات السياحة  الجبلية بالمنطقة.